# Покровка (Бичурский район)
Покро́вка — село в Бичурском районе Бурятии. Входит в сельское поселение «Петропавловское».

## География
Расположено у южного подножия Заганского хребта на левом берегу речки Хайцыгыр (правый приток Хилка) в 9 км к северу от места её впадения в Хилок, в 6 км к западу от центра сельского поселения — села Петропавловка, и в 20 км северо-западнее районного центра — села Бичура.

## Население
| 2002 | 2010 |
| ---- | ---- |
| 336  | ↘298 |